# Reflectie (onderwijs)
Reflectie is een term uit de didactiek en omvat nadenken over concrete handelingen. Het is een gestructureerde manier om ervaringen te begrijpen en te analyseren en er betekenis aan te geven. Reflectie is het cognitieve proces waarbij ervaringen worden omgezet in betekenis. Het begrip kan gelinkt worden aan introspectie.

## Reflectie als vaardigheid
Reflectie is een vaardigheid die in een aantal (beroeps)opleidingen wordt geleerd. Bijvoorbeeld in de opleiding tot zorgprofessional (verpleging, verzorgende, arts), leerkracht/docent, gedragswetenschapper en/of gedragskundige. Doordat de eerste jaren van een beginnende leraar een periode van intens professioneel leren vormen, waarbij gevoelens van twijfel en kwetsbaarheid voorkomen, kan reflectie een hulpmiddel zijn ter ondersteuning. Door te reflecteren verruim je je blik en krijg je een bredere kijk op dingen. Het doel is steeds om door cognitieve actie,  bewustwording van een bepaalde handelingssituatie te vergroten.  verwijst naar "iemand die zijn of haar ervaringen en /of kennis probeert te herstructureren". Het construct reflectie is nog niet geheel eenduidig gedefinieerd.Gevolg hiervan is dat betrouwbare meetinstrumenten nog schaars zijn. Een relatief recent Nederlands instrument voor de kwaliteit van reflectie door artsen is de Groningen Reflection Ability Scale (GRAS) Grondleggers van de reflectie als vorm van learning-on-the-job en het begrip reflective practitioner zijn John Dewey, Donald Schön en Chris Argyris.

## Modellen
Er zijn meerdere modellen waarmee reflectie wordt beschreven, geanalyseerd of in fasen wordt onderverdeeld of waarin reflectie is opgenomen in grotere processen.
- De Reflectiecyclus van Korthagen is een model dat enkele fasen onderscheidt in de reflectie.
- Het UI model van Korthagen is een model dat focust op reflectie in de diepte. Net zoals een ui, zijn er verschillende lagen te onderscheiden. Van buiten (oppervlakking) naar binnen (dieptereflectie) vinden we "omgeving", "gedrag", "vaardigheden", "overtuigingen", "identiteit", "betrokkenheid" en "kernreflectie".
- Kolb geeft reflectie een plaats in zijn leermodel: concreet ervaren, observeren en reflecteren, abstraheren en conceptualiseren, experimenteren en toepassen.[3]
- Het socratisch gesprek is een model dat regelmatig wordt ingezet om reflectie te structureren binnen het onderwijs, organisaties en bedrijven [4]
- Persoonlijk interpretatiekader. Hierin staan de persoonlijke opvattingen centraal en worden ook wel eens beliefs genoemd.[5]

## Reflectie als didactisch middel
In verscheidene onderwijstypen is het schrijven van een reflectieverslag een repeterende opdracht. Hiermee wordt beoogd, docenten meer zicht te geven op de ontwikkeling van de student. Een projectopdracht of stageopdracht kan eveneens aanleiding zijn voor een reflectieverslag.
In competentiegericht onderwijs is reflectie een belangrijke element van het leerproces.  De achterliggende gedachte is, dat toekomstige beroepsbeoefenaren 'leren van hun ervaringen in het werk te leren'. Reflectie kan daarbij een hulpmiddel zijn.